# Roussent
Roussent település Franciaországban, Pas-de-Calais megyében. Lakosainak száma 247 fő (2022. január 1.). Roussent Boisjean, Lépine, Maintenay, Nempont-Saint-Firmin és Nampont községekkel határos.

## Népesség
A település népessége az elmúlt években az alábbi módon változott:
| Lakosok száma | 230  | 240  | 241  | 240  | 239  | 238  | 243  | 247  |
|               | 2013 | 2015 | 2017 | 2018 | 2019 | 2020 | 2021 | 2022 |